# گویشور
گویِشوَر در دو حوزهٔ متفاوت زبان‌شناسی به دو معنا به کار برده می‌شود. در زبان‌شناسی همگانی گویشور به افرادی که به زبان یا گویشی تکلم می‌کنند، گویـِشوران آن زبان یا گویش گفته می‌شود.
به بیان دیگر، گویشور در زبان‌شناسی عملی کسی است که نمونه‌هایی از زبان را به پژوهشگر ارائه می‌دهد؛ چه به صورت تکرارهایی از آن‌چه قبلاً گفته شده و چه به شکل ابداع چیزهایی که اهل زبان ممکن است آن‌ها را بر زبان بیاورند. او همچنین شرح می‌دهد که گفته‌ها، چگونه در زبان به کار می‌روند یا چه مفهومی دارند و بدین منظور یا از زبان خود استفاده می‌کند یا از یک زبان دیگر. گویشور می‌تواند سخنگوی تصادفی زبان باشد که پژوهشگر اطلاعاتی را از او کسب می‌کند، اما او معمولاً کسی است که به گونه‌ای کم و بیش منظم و به دلیل مطالعهٔ زبان با پژوهشگر ملاقات می‌کند.